# Премия Альберта Эйнштейна
Премия Альберта Эйнштейна (англ. Albert Einstein World Award of Science) присуждается Всемирным культурным советом в знак признания научных и технологических работ. Премию присуждает специальное жюри. Премия включает в себя медаль, диплом и 10 тысяч долларов США. Награду получили 5 лауреатов Нобелевской премии.
Согласно рейтингу международных научных наград от IREG (International Ranking Expert Group), премия Альберта Эйнштейна входит в топ-3 наград в междисциплинарных областях знания (уступая лишь премиям Киото и Японии).

## Лауреаты
- 1984 — Рикардо Брессани
- 1985 — Вернер Штумм
- 1986 — Монокомпу Самбасиву Сваминатан
- 1987 —  Хаксли, Хью
- 1988 —  Бербидж, Элинор Маргерит
- 1989 — Martin Kamen (англ.)
- 1990 — Густав Носсал
- 1991 — Albrecht Fleckenstein (англ.)
- 1992 —  Лемьё, Раймон
- 1993 — Джаван, Али
- 1994 —  Роуланд, Шервуд
- 1995 — Джаспер, Герберт
- 1996 — Джеффрис, Алек
- 1997 — Jean-Marie Ghuysen (нем.)
- 1998 — Charles R. Goldman (нем.)
- 1999 —  Вайнберг, Роберт
- 2000 —  Феннер, Фрэнк
- 2001 — Niels Birbaumer (нем.)
- 2002 —  Дженсен, Дэниэл Хант
- 2003 — Рис, Мартин Джон
- 2004 — Цицерон, Ральф
- 2005 — Хопфилд, Джон
- 2006 —  Зевейл, Ахмед
- 2007 —  Стоддарт, Джеймс Фрейзер
- 2008 —  Йонат, Ада
- 2009 —  Джон Хафтон
- 2010 — Julio Montaner (англ.)
- 2011 — Geoffrey Ozin (нем.)
- 2012 — Михаэль Гретцель
- 2013 —  Нерс, Пол
- 2014 — Филип Коэн
- 2015 — Эвина ван Дисхук
- 2016 —  Виттен, Эдвард
- 2017 — Омар Ягхи
- 2018 — Жан-Пьер Шанжё
- 2019 — Ван Чжунлинь
- 2022 — Каспи, Виктория
- 2023 — Гербер, Кристоф
- 2024 - Виллерслев, Эске